# 明嶽
明嶽（みょうがく、生没年不詳）は、戦国時代の僧侶。兄に佐久間信盛、佐久間信辰がいる。

## 略歴
佐久間信晴の三男として生まれる。僧となり、尾張国中嶋郡慶隅寺に住んだ。後に愛知郡萬松寺に移ったという。